# Classe Admiral Nakhimov
Pour les articles homonymes, voir Amiral Nakhimov.
La classe Admiral Nakhimov est une classe de croiseurs légers construits pour la marine impériale russe juste avant le début de la Première Guerre mondiale en 1914.

## Historique
La construction a été interrompue par la révolution russe et seulement deux des navires ont finalement été achevés bien après la fin de la guerre civile russe par les Soviétiques. Le Tchervona Ukraina (« Ukraine rouge » en ukrainien) a été le premier navire achevé et a été construit pour l'essentiel selon la conception originale. Le Krasny Kavkaz a été beaucoup modifié et achevé cinq ans après son sister-ship. Deux autres navires ont été annulés dans les années 1920.
Les deux navires ont participé aux sièges d'Odessa et de Sébastopol après l'invasion allemande de l'URSS en juin 1941. Ils ont transporté des troupes dans les villes, évacué des blessés et bombardé les troupes allemandes assiégeantes. Le Tchervona Ukraina a été bombardé et coulé par des bombardiers en piqué en novembre lors d'une de ces missions et le Krasny Kavkaz a été gravement endommagé par le même type d'avion en janvier 1942. Une fois ses longues réparations terminées, le navire a transporté des renforts dans les villes de la côte de la mer Noire pendant la bataille du Caucase. Il a été reclassé comme navire-école en 1947 avant d'être coulé comme cible dans la mer Noire en 1956. Le Tchervona Ukraina a été renfloué en 1947, puis a servi de ponton, avant de servir de navire cible en 1950.

## Description
Les navires étaient essentiellement des versions agrandies des croiseurs de la classe précédente Svetlana, modifiés après consultation avec la société écossaise John Brown & Company.
Tel que conçu, les navires déplaçaient 7 440 t, une longueur de flottaison de 163,2 m, un maître-bau de 15,7 m et un tirant d'eau moyen d'environ 5,6 m. Ils étaient propulsés par quatre turbines à vapeur Brown-Curtis, chacune entraînant un arbre d'hélice, qui développait un total de 55 000 chevaux (41 000 kW), pour une vitesse maximale de 29 nœuds (54 km/h). Les moteurs étaient alimentés par 14 chaudières à tubes d'eau Yarrow (quatre au charbon, 10 à combustion mixte). Le navire transportait au maximum 550 t de charbon et 700 t de fioul pulvérisé sur le charbon pour augmenter son taux de combustion dans les chaudières à combustion mixte. À pleine capacité, ils pouvaient parcourir 1 200 milles marins (2 222 km) à 14 nœuds (26 km/h). L'équipage des navires comptait 630 officiers et hommes.
L'armement principal (et initial) des navires se composait de quinze canons 130 mm/55 B7 Pattern 1913 (en) en montures simples. Six d'entre eux étaient montés dans des casemates. Son armement antiaérien (AA) se composait de quatre canons de 63 mm. Deux tubes lance-torpilles immergés équipaient également les croiseurs, qui transportaient entre autres un hydravion.
La ceinture blindée des croiseurs se composait d'un blindage de 3 pouces (76 mm) cimentée (Krupp), ajoutée au-dessus à une ceinture supérieure de 1 pouce (25 mm) d'épaisseur. Les boucliers des canons étaient protégés par un blindage de 1 pouce (25 mm). Chaque ponts blindés se composaient d'un blindage d'épaisseur de 0,75 pouce (19 mm) et 3 pouces (76 mm) d'épaisseur pour les tourelles.
En 1917, l'état-major de la marine a décidé d'ajouter un autre hydravion et une grue pour faciliter leur manipulation ; une mise à jour des canons antiaériens de l'Amiral Nakhimov en canons de 75 millimètres (3 pouces) ou un ajout de canons AA de 4 pouces (102 mm) fut évoquée, mais aucune de ces décisions n'a été mise en œuvre avant la suspension des travaux.

## Navires de la classe
| Nom d'origine                    | Nom officiel                      | Pose de la quille | Lancement        | Pourcentage d’achèvement en 1917 | Commission      | Sort |
| -------------------------------- | --------------------------------- | ----------------- | ---------------- | -------------------------------- | --------------- | --- |
| Amiral Nakhimov Адмирал Нахимов  | Tchervona Ukraina Червона Украина | 31 octobre 1913   | 6 novembre 1915  | 85%                              | 27 février 1927 | Coulé par un raid aérien allemand le 12 novembre 1941. Renfloué le 3 novembre 1947, utilisé comme ponton jusqu'au 30 octobre 1950 puis coulé comme navire cible |
| Amiral Kornilov Адмирал Корнилов |                                   | 24 novembre 1914  | 11 novembre 1922 | 45%                              |                 | Annulé, lancé afin de libérer les cales de construction mis au rebut en 1922-1923                                                                               |
| Amiral Istomin Адмирал Истомин   |                                   | 24 novembre 1914  |                  | 40%                              |                 | Annulé, mis au rebut en 1922 |
| Amiral Lazarev Адмирал Лазарев   | Krasny Kavkaz Красный Кавказ      | 31 octobre 1913   | 21 juin 1916     | 60%                              | 25 janvier 1932 | Navire-école à compter du 13 mai 1947, coulé comme cible le 21 novembre 1956                                                                                    |